# Консервативна партия
Вижте пояснителната страница за други значения на Консервативна партия.
Консервативната партия е българска дясноцентристка либерална политическа партия, съществувала от 1879 г. до около 1902 г. С нея са свързани вестниците „Витоша“, „Български глас“ и „Отечество“.

## История
Консервативната партия сформира първите две правителства на България, но не успява да спечели парламентарни избори. Тя подкрепя преврата от 1881 г. и Режима на пълномощията, след края на който е напълно компрометирана и се разпада.
Още през 1882 г. групата около Марко Балабанов се присъединява към умереното крило на Либералната партия, водено от Драган Цанков, което по-късно се превръща в Прогресивнолибералната партия. След политическата криза от 1886 – 1887 някои представители на партията, като Димитър Греков и Григор Начович, се присъединяват към Народнолибералната партия на Стефан Стамболов. Останалите лидери на Консервативната партия се включват в образуваната през 1894 г. от Константин Стоилов Народна партия, която включва и дейци на източнорумелийската Народна партия.

## Участия в избори

### Парламентарни
| година | избори                  | гласове | %     | резултат  |
| ------ | ----------------------- | ------- | ----- | --------- |
| 1879   | Народно събрание        | 48 270  | 17,7% | 30 / 170  |
| 1880   | Народно събрание        | 88 260  | 30,8% | 53 / 162  |
| 1881   | Велико Народно събрание | –       | –     | 154 / 307 |
| 1882   | Народно събрание        | –       | –     | 47 / 47   |
| 1884   | Народно събрание        | –       | –     | 71 / 171  |
| 1887   | Народно събрание        | –       | –     | 32 / 292  |
| 1899   | Народно събрание        | –       | –     | 1 / 169   |
| 1901   | Народно събрание        | –       | –     | 2 / 164   |
| 1902   | Народно събрание        | –       | –     | 2 / 189   |

## Участия в правителства
Правителство на Тодор Бурмов (17 юли/(5 юли датите по ст. стил)) 1879 – 6 декември/(24 ноември) 1879) – самостоятелно
- министерство на външните работи и изповеданията – Марко Балабанов
- министерство на вътрешните работи – Тодор Бурмов
- министерство на народното просвещение – Тодор Бурмов, Георги Атанасович
- министерство на финансите – Григор Начович
- министерство на правосъдието – Димитър Греков

Първо правителство на Климент Търновски (6 декември/(24 ноември) 1879 – 7 април/(26 март) 1880) – самостоятелно
- министерство на външните работи и изповеданията – Григор Начович
- министерство на вътрешните работи – Димитър Греков, Тодор Икономов
- министерство на народното просвещение – Климент Търновски
- министерство на финансите – Григор Начович
- министерство на правосъдието – Димитър Греков

Правителство на Казимир Ернрот (9 май/(27 април) 1881 – 13 юли/(1 юли) 1881) – самостоятелно
- министерство на народното просвещение – Михаил Сарафов, Константин Иречек
- министерство на финансите – Георги Желязкович

Правителство без министър-председател (13 юли/(1 юли) 1881 – 5 юли/(23 юни) 1882) – самостоятелно
- министерство на външните работи и изповеданията – Константин Стоилов, Георги Вълкович
- министерство на вътрешните работи – Григор Начович
- министерство на народното просвещение – Константин Иречек
- министерство на финансите – Георги Желязкович

Правителство на Леонид Соболев (5 юли/(23 юни) 1882 – 19 септември/(7 септември) 1883) – самостоятелно
- министерство на външните работи и изповеданията – Георги Вълкович, Константин Стоилов
- министерство на финансите – Григор Начович
- министерство на правосъдието – Димитър Греков
- министерство на обществените сгради, земеделието и търговията – Георги Вълкович, Григор Начович

Второ правителство на Драган Цанков (19 септември/(7 септември) 1883 – 12 януари/(31 декември) 1884) – коалиция с умерените либерали
- министерство на финансите – Григор Начович
- министерство на правосъдието – Константин Стоилов

Трето правителство на Драган Цанков (12 януари/(1 януари) 1884 – 11 юли/(29 юни) 1884) – коалиция с умерените либерали
- министерство на финансите – Григор Начович
- Министерство на външните дела и изповеданията – Марко Балабанов
- Министерство на общините, сградите, земеделието и търговията – Тодор Икономов
- Министерство на народното просвещение – Димитър Моллов

## Видни дейци
- Марко Балабанов (1837 – 1921)
- Тодор Бурмов (1834 – 1906)
- Георги Вълкович (1833 – 1892)
- Димитър Греков (1847 – 1901)
- Тодор Икономов (1835 – 1892)
- Климент Търновски (1841 – 1901)
- Григор Начович (1845 – 1920)
- Константин Стоилов (1853 – 1901)
- Иван Хаджиенов (1843 – 1923)